# صنوبر مداري
الصنوبر المداري نوع نباتي شجري من ضرب الصنوبر الحقيقي يتبع الفصيلة الصنوبرية. ينتشر في كوبا.